# Sister Ray (Foxes)
Sister Ray è un singolo della cantante britannica Foxes, pubblicato il 15 settembre 2021 come primo estratto dal terzo album in studio The Kick.

## Descrizione
Il brano è stata scritta da Courage, Laura Dockrill e dalla stessa Foxes e composta da Courage e Charlie Hugall. È stata scritta in chiave di Fa Minore (F Minor) con 123 battiti per minuto.
È stato successivamente utilizzato nella serie televisiva Made in Chelsea.

## Video musicale
Il video è stato girato all'interno della casa di una sua amica ed è stato diretto da Florence Kosky.

## Tracce
1. Sister Ray – 3:39